# Museum aan de Stroom
Het MAS, of Museum aan de Stroom, is een museum in Antwerpen dat op 14 mei 2011 opende. Het MAS heeft acht tentoonstellingsruimtes en een collectie van circa 600.000 objecten. De focus van het MAS is de verbondenheid tussen Antwerpen en de wereld. De geschiedenis, kunst en cultuur van de havenstad Antwerpen, de internationale handel en scheepvaart en kunst en cultuur uit Europa, Afrika, Azië, Amerika en Oceanië staan centraal.

## Het gebouw
Het museum is gelegen in de oude haven op het Eilandje. Het gebouw is een ontwerp van Neutelings Riedijk Architecten. Het heeft een grondoppervlakte van 1.350 m² en een totale oppervlakte van 14.500 m² en is 60 meter hoog. Het dakterras met panoramazicht en de wandelboulevard die naar boven leidt zijn tot 's avonds laat gratis toegankelijk en vormen een toeristische trekpleister.
In 2025 besloot de stad Antwerpen grootschalige veiligheidswerken te gaan uitvoeren, omdat de afgelopen jaren verschillende tegels van de gevel loskwamen en op de grond vielen.
Vlak bij het MAS bevindt zich het tot Stadsarchief omgebouwde monumentale Stapelhuis Sint-Felix, het vroegere gebouw van het Loodswezen en het Red Star Line Museum.

## Expositieruimtes
Het MAS heeft acht tentoonstellingsruimtes waarin zowel tijdelijke als vaste tentoonstellingen worden gepresenteerd. In de wandelboulevard, die de bezoekers langs de museumzalen en naar boven leidt, wordt een gratis wisselende expo langs de roltrappen getoond. Op de tweede verdieping komen bezoekers terecht in het 'Kijkdepot' dat voor iedereen gratis te bezoeken is. In het Kijkdepot stelt het museum een selectie van de eigen collectie tentoon. Er zijn zo’n 180.500 collectiestukken te vinden achter een glaswand of in rekken, wanden, kasten en schuiven. Op de derde verdieping brengt het MAS tijdelijke expo’s en van de vierde tot de achtste verdieping de vaste tentoonstellingen. De tentoonstellingen tonen objecten en verhalen uit de hele wereld en verbinden telkens op nieuwe manieren de stad Antwerpen en de wereld.

### Tijdelijke tentoonstellingen
Jaarlijks vindt er een tijdelijke tentoonstelling plaats, waarbij een artistiek thema wordt uitgewerkt, met een heemkundig onderwerp. Hiervoor wordt samengewerkt met andere partners, instellingen en musea.
| Jaar | Titel                                          |                                               |
| ---- | ---------------------------------------------- | --------------------------------------------- |
| 2024 | Naar Antarctica                                | De poolpioniers van de Belgica                |
| 2023 | zeldzaam & onmisbaar                           | Topstukken uit Vlaamse collecties             |
| 2023 | Stad in oorlog. Antwerpen, 1940-1945           | De impact van de Nazi's tijdens de bezetting. |
| 2021 | 100 x Congo                                    | Een eeuw Congolese kunst in Antwerpen         |
| 2020 | Glas in MAS                                    | Mini- Expo                                    |
| 2018 | Michaelina                                     | De leading lady van de Barok                  |
| 2017 | Schitterend Verlangen                          | diamantperiode in Antwerpen                   |
| 2016 | Istanbul - Antwerpen. Twee havens. Twee steden | internationaal festival Europalia Turkey      |
| 2014 | Heilige Plaatsen, Heilige Boeken               | over jodendom, christendom en islam           |
| 2013 | Bonaparte aan de Schelde                       | Frans bestuur in Antwerpen                    |
| 2011 | Meesterwerken in het MAS                       | openingstentoonstelling van het MAS           |

## De MAS-collectie
De MAS-collectie herbergt kunst, culturele tradities en geschiedenis van de stad en haven van Antwerpen, maritieme objecten in verband met overzeese scheepvaart en handel, en kunst en culturele tradities van Europa, Azië, Afrika, Amerika en Oceanië. De MAS-collectie bevat bijzondere verzamelingen zoals de Sarvavid Vairocana boeddhistische schilderijenreeks uit de 18de eeuw, die in 2018 werd erkend als Vlaams topstuk, de verzameling toegepaste kunsten Antwerpen, de verzameling Afrikaanse kunst, de immense verzameling Europese volksprenten, de verschillende verzamelingen scheepsmodellen, de grootste verzameling havenkranen van Europa. De MAS-collectie is eigendom van de stad Antwerpen. Daarnaast beheert het MAS ook de Collectie kunst uit precolumbiaans Amerika Paul en Dora Janssen-Arts, als bruikleen van de Vlaamse overheid. De MAS-collectie is volledig online toegankelijk.

## MAS in Jonge Handen
MAS in Jonge Handen is de jongerenploeg van het MAS. Door de samenwerking met deze jongeren hoopt het MAS zich aantrekkelijk te maken voor een jong publiek. MAS in Jonge Handen bedenkt activiteiten, organiseert evenementen, zoals MASKED, en gaat aan de slag met de museumcollectie. In het najaar van 2018 bouwden ze hun eigen expo ‘Instinct’. MAS in Jonge Handen ontwikkelde ook de gratis applicatie MASup die jongeren aan de hand van zes op maat gemaakte rondleidingen door het museum gidst.

## Museumplein met ‘Dead Skull’
Voor het MAS ligt het museumplein met daarop een 1600 m² grote mozaïek van Luc Tuymans met de naam ‘Dead Skull’. Het mozaïek verwijst naar Tuymans’ gelijknamige schilderij uit 2002. Hiervoor baseerde hij zich op de gedenkplaat voor de Antwerpse schilder Quinten Metsys op de gevel van de Onze-Lieve-Vrouwekathedraal. Het kunstwerk telt 96.569 stenen in 11 verschillende kleurtinten uit alle hoeken van de wereld. Ze werden in volle vrieskou op hun plek gelegd tijdens de winter van 2009. Maanden later, tijdens de zomer van 2010 kregen de laatste stenen hun plek.

## Groetend Admiraal Koppel
Naar aanleiding van de vijfde verjaardag van het MAS in 2016 creëerde Antwerps kunstenaar Guillaume Bijl het kunstwerk Groetend Admiraal Koppel, dat nu buiten op de achtste verdieping van het MAS staat, op de schouder van het MAS. Bijl liet zich voor dit kunstwerk inspireren door de omgeving van de haven met zijn veelheid aan (cruise)schepen. Dit werk bestaat uit twee menselijke figuren in beschilderd brons die 185 cm en 175 cm groot zijn en elk ongeveer 100 kilogram wegen.

## Ontstaan van het MAS

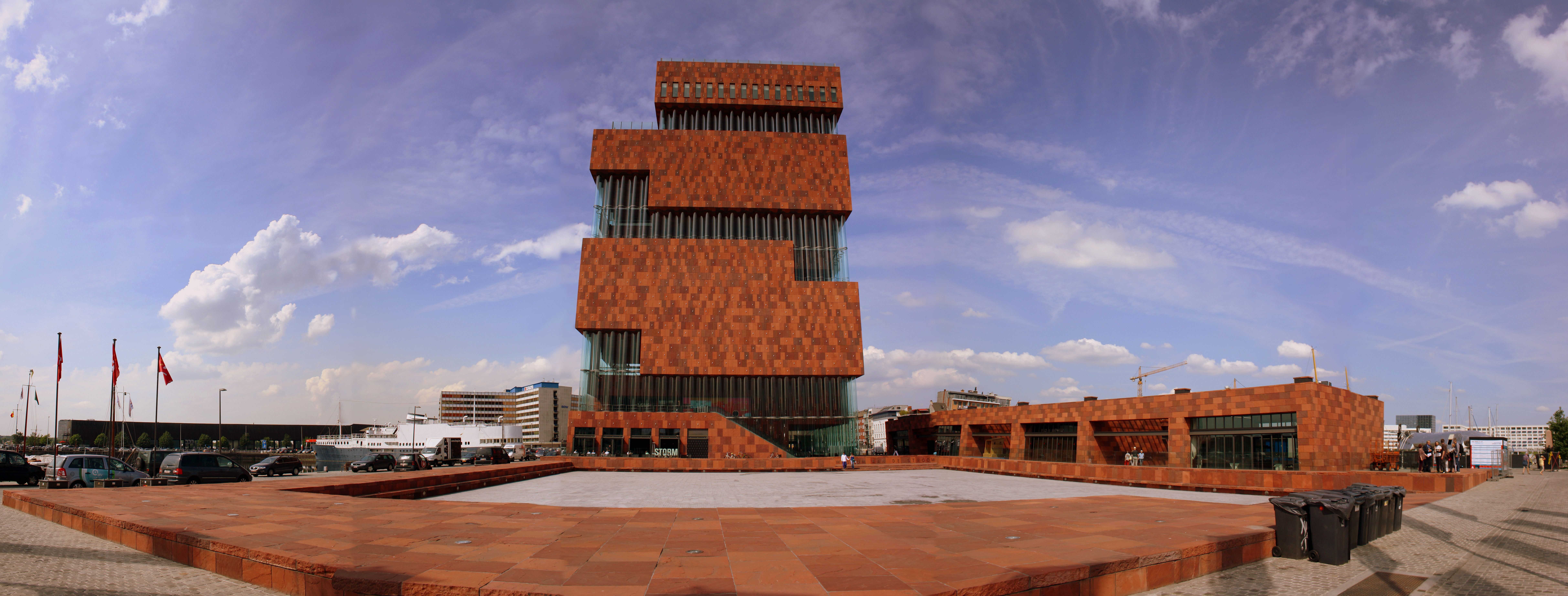
Panorama van het Museum aan de Stroom

In 1998 besliste het schepencollege van Antwerpen dat er op de Hanzestedenplaats een nieuw museum voor stad, haven en scheepvaart zou komen. Daarin zouden de collecties worden ondergebracht van het Volkskundemuseum, het Nationaal Scheepvaartmuseum, waarvan het binnengedeelte tot 28 december 2008 gevestigd was in Het Steen, en deels van het Vleeshuis. De naam MAS (Museum aan de Stroom) kwam voor het eerst ter sprake.
In 1999 werd een internationale architectuurwedstrijd uitgeschreven. Uit de vijfenvijftig inzendingen kwamen vijf laureaten. Het Stapelhuis van Neutelings Riedijk Architecten was het winnende concept. Aan de hand van een reizende containertentoonstelling en een begeleidende informatiekrant maakte het Antwerpse publiek in 2000 kennis met het ontwerp. AG Vespa kreeg in 2003 de opdracht om de taak van gedelegeerd bouwheerschap op zich te nemen. In 2004 werd er een directeur aangesteld voor het MAS, samen met een veiligheidscoördinator en een technisch controlebureau. De afmetingen van het gebouw werden vastgelegd. In september 2006 werd de eerste steen gelegd.
In februari 2007 werd gestart met de ruwbouw. In mei 2007 werd beslist door het College van burgemeester en schepenen van de stad Antwerpen om een verruimd MAS te ambiëren, met de integratie van de collectie van het Etnografisch Museum Antwerpen en de Collectie Paul en Dora Janssen-Arts van kunst uit precolumbiaans Amerika. Ook werd beslist om de Erfgoedcel Antwerpen te integreren in het MAS. Het buitengedeelte van het Nationaal Scheepvaartmuseum met de echte schepen en het havengebonden erfgoed in het maritiem park kwam onder beheer van het MAS, maar verhuisde niet mee naar de MAS-site.
Op 2 oktober 2008 werd het hoogste punt van de bouw bereikt. In mei 2010, drie jaar en acht maanden na de officiële eerstesteenlegging, volgt de oplevering van het gebouw. Het museumplein, naar een concept van Luc Tuymans en ontwerp van Jan Van Haute, werd geopend. Vanaf dan kon de inrichting van het museum en de verhuizing van de circa 460.000 collectiestukken beginnen. In een gestructureerde verhuisoperatie werden alle stuks zorgvuldig verpakt en geregistreerd. Een jaar later, op 14 mei 2011, opende het "MAS" - of voluit het "Museum aan de Stroom"- zijn deuren. De totale investering in het project liep op tot 56 miljoen euro.

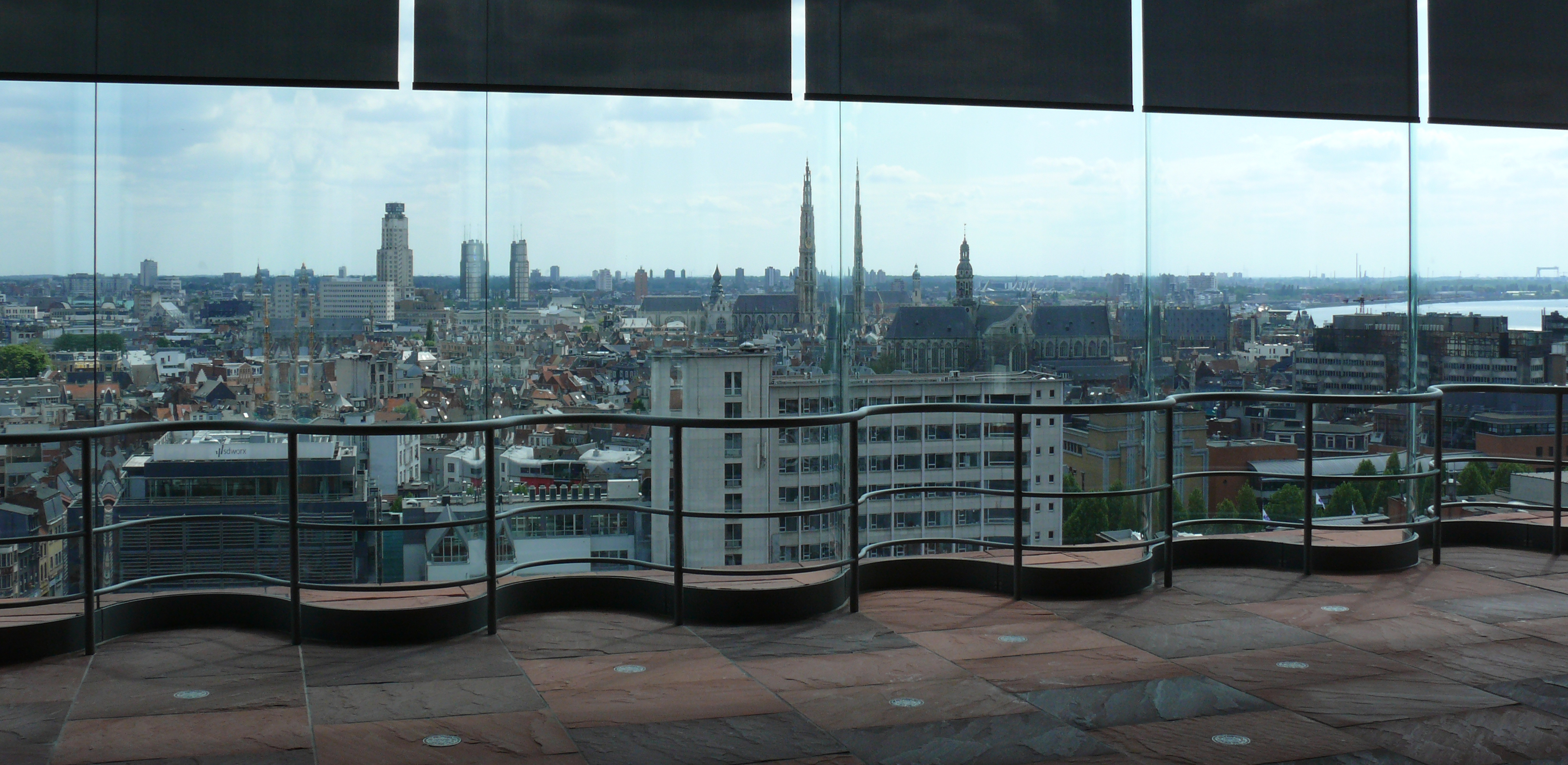
Zicht op Antwerpen tijdens de vooropening 8 mei 2011

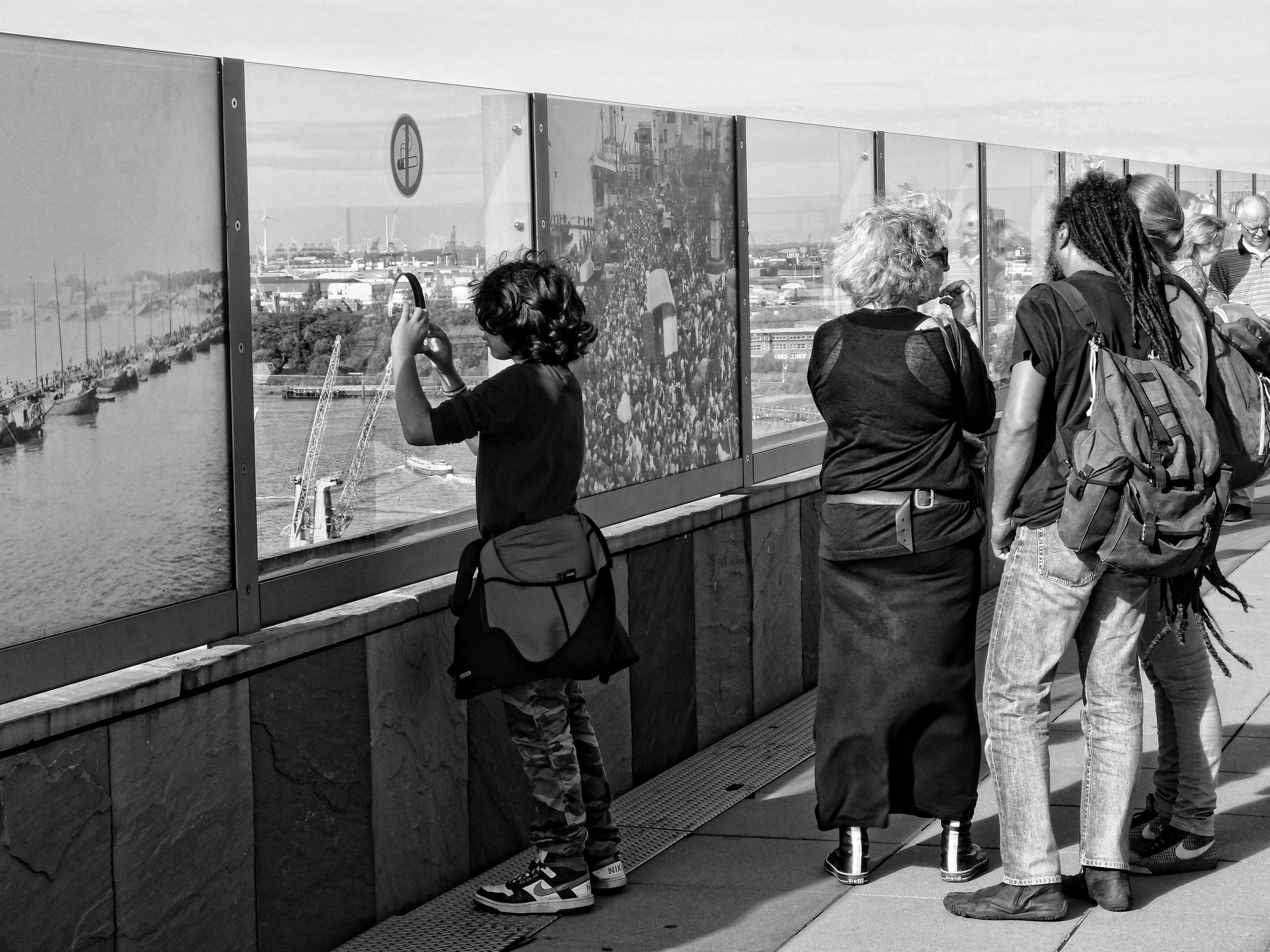
MAS museum Antwerpen panorama

## Het Hanzehuis
Op de plaats waar nu het MAS staat, stond vroeger het monumentale Hanze- of Oostershuis, dat dubbel zo groot was als het MAS. Dit werd in 1564 opgetrokken en werd een belangrijk symbool voor de economische welvaart van het 16e-eeuwse Antwerpen. In slechts vier jaar werd het Oostershuis of Hanzehuis gebouwd door Cornelis Floris de Vriendt, die enkele jaren ervoor ook het stadhuis van Antwerpen had ontworpen.
Het Hanzehuis kreeg dezelfde stijl als het Antwerpse stadhuis. Het werd een indrukwekkend bouwwerk van vijf verdiepingen hoog en 80 bij 62 meter. De Duitse handelaars van de Hanze gebruikten de gigantische kelder en de begane grond als opslagplaats, de verdiepingen richtten ze in als kantoren en woonruimtes. Door de Beeldenstorm in 1566 en de daaropvolgende twisten was het Hanzehuis echter geen lang leven beschoren. Zeker na de Val van Antwerpen in 1585 verlieten veel Duitse handelaars Antwerpen. Het Hanzehuis verloor zijn functie als handelspand en deed dienst als legerkazerne, militair ziekenhuis en zelfs als protestantse kerk.
Vanaf 1794 nam Napoleon het in om er zijn soldaten onder te brengen. Hij legde ook de dokken er rond aan (Willemdok en Bonapartedok). In 1880 werd de stad eigenaar van het Oostershuis of Hanzehuis en bouwde ze het complex grondig om tot een gigantisch graanmagazijn.
Dit hield niet lang stand: in 1893 viel het ten prooi aan een felle brand, die zo verwoestend was dat het gebouw gesloopt moest worden. In de plaats kwam een groot nieuw graanmagazijn. Dit magazijn van Tyteca werd gesloopt om plaats te maken voor Museum aan de Stroom.